# Эффект IKEA
Эффект IKEA — когнитивное искажение, проявляющееся когда покупатели непропорционально высоко оценивают значимость (ценность) товаров, которые они создают отчасти сами (например, собирают из деталей).
Название связано с рознично-торговой сетью IKEA, основной ассортимент мебели в которой требует последующей самостоятельной сборки.
Предположительно, данный эффект способствует эффекту невозвратных затрат или капиталовложений (англ. sunk costs): он появляется, когда менеджеры продолжают вкладывать усилия в провальные проекты, в которые они инвестировали свой труд. Этот эффект также связан с синдромом «придумано не мной» (англ. not invented here), в силу которого менеджеры не обращают внимания на хорошие идеи, но разработанные в других местах и другими людьми, в пользу, возможно, ничтожных, но разработанных внутри компании идей.

## Эксперименты
Майкл Нортон вместе со своими коллегами провёл эксперимент, основанный на принципиальном вопросе «Будут ли покупатели платить больше за продукт, требующий самостоятельной сборки?».
Исследование состояло из трех различных экспериментов, в которых участники строили из Lego, делали фигурки оригами и собирали коробки IKEA.
В первом эксперименте объектам исследования давали задачу «завершить самостоятельно сборку мебели IKEA». Затем исследователи оценивали предметы, которые испытуемые самостоятельно собрали, и ранее собранную мебель IKEA. Данный эксперимент изучал следующий вопрос: «будут ли испытуемые платить больше за мебель, которую они собрали сами, в сравнении с предварительно собранной мебелью?» Результаты показали, что они готовы платить больше за ту, которую они собрали сами.
Во втором эксперименте исследователи просили испытуемых сделать либо лягушек, либо журавлей оригами. Затем испытуемых спросили: «сколько они готовы заплатить за их собственную работу?». После этого исследователи собрали другую группу испытуемых, которые не принимали участия в создании оригами. Новые объекты исследования должны были ответить на вопрос: «Сколько они готовы заплатить за оригами, сделанное первой группой участников?».
После этого исследователи спросили их «Сколько бы вы заплатили за оригами, сделанное профессионалом?». Вторая группа была готова заплатить больше за оригами, сделанные профессионалом. Первой тестовой группе были продемонстрированы оригами. Демонстрация состояла из набора оригами, которые они сделали сами, и оригами, сделанные профессионалами. Участники первой группы не знали, что их собственные оригами были показаны в демонстрации, также испытуемых попросили оценить различные оригами. Они выставили одинаковую цену, как собственным оригами, так и оригами, сделанным профессионалами.
Заключительный, третий эксперимент включал две группы. Первая группа осуществляла полную сборку мебели IKEA, а вторая лишь частично. Затем обе группы осуществляли оценку этих объектов. Результаты показали, что участники, которые осуществляли полную сборку мебели, были готовы платить больше, чем те, что осуществляли лишь частичную сборку.
Дополнительное исследование показало, что труд ведёт к дополнительной ценности, только если он плодотворен. Когда участники не могли справиться с заданием, требующим привлечения их собственного труда, эффект IKEA рассеивался.
Официальные результаты экспериментов эффекта IKEA впервые опубликовали Майкл Нортон (Michael I. Norton) из Гарвардской школы бизнеса, Дэниэл Мокон (Daniel Mochon) из Йельского университета и Дэн Эрили (Dan Ariely) из Университета Дюка в 2011 году. Их эксперименты показали, что самостоятельная сборка влияет на оценку продукта его покупателями. Результаты говорят о том, что покупатели, принявшие непосредственное участие в сборке определённого товара, даже если она выполнена плохо, ценят конечный результат больше, нежели те, кто не прилагал никаких усилий для его создания или монтажа.